# Старостін Максим Іванович
Макси́м Іва́нович Ста́ростін (2 серпня 1902, село Столипіно Вольського повіту Саратовської губернії, тепер Балтайського району Саратовської області, Російська Федерація — 14 листопада 1948, місто Москва, Російська Федерація) — радянський партійний діяч, 1-й секретар Мурманського обкому ВКП(б). Депутат Верховної Ради СРСР 1-го скликання (1940—1946). Кандидат у члени ЦК ВКП(б) (1939—1948).

## Біографія
Народився в родині кочегара. З 1910 по 1913 рік навчався в Іркутській залізничній школі. У 1918 році закінчив п'ять класів промислового училища.
У червні 1918 — лютому 1919 року — учень слюсаря слюсарно-бляшаної майстерні Хейфіца в місті Іркутську. У лютому 1919 — квітні 1920 року — підручний слюсаря ковальської і слюсарної майстерні Кузнецова в місті Іркутську. У 1920 році вступив до комсомолу.
У квітні 1920 — жовтні 1921 року — слюсар залізничного депо станції Іркутськ Забайкальської залізниці.
У жовтні 1921 — червні 1922 року — помічник уповноваженого і уповноважений надзвичайної транспортної комісії (ЧК) на станції Іркутськ та Іннокентіївська Забайкальської залізниці.
Член РКП(б) з січня 1922 року.
У червні — жовтні 1922 року — помічник начальника 1-ї районної міської міліції міста Балаганська Іркутської губернії.
У жовтні 1922 — червні 1923 року — курсант радянської партійної школи ІІ ступеня в місті Іркутську.
У червні — жовтні 1923 року — секретар Балаганського повітового комітету комсомолу Іркутської губернії.
У жовтні 1923 — березні 1924 року — завідувач інформаційно-інструкторського відділу Іркутського губернського комітету комсомолу.
У березні 1924 — лютому 1925 року — член комітету, інструктор з роботи серед молоді Дорпрофсожу Забайкальської залізниці в місті Іркутську.
У лютому — червні 1925 року — політбоєць, у червні 1925 — листопаді 1926 року — політичний керівник роти, відповідальний організатор колективу ВЛКСМ 104-го стрілецького полку 35-ї стрілецької дивізії РСЧА. У листопаді 1926 — липні 1928 року — політичний керівник роти 9-го залізничного полку РСЧА Сибірського військового округу.
У липні 1928 — листопаді 1930 року — секретар партійного бюро 4-го окремого радіобатальйону Особливої Червонопрапорної Далекосхідної армії. У листопаді 1930 — січні 1932 року — начальник клубу піхотних командних курсів Особливої Червонопрапорної Далекосхідної армії.
У 1931 році закінчив Іркутський інститут радянського будівництва.
У січні 1932 — січні 1933 року — викладач соціально-економічного циклу 4-ї авіатехнічної школи Особливої Червонопрапорної Далекосхідної армії.
У січні 1933 — червні 1938 року — слухач Військово-інженерної академії РСЧА в Москві.
У червні 1938 — січні 1939 року — інструктор відділу керівних партійних органів ЦК ВКП(б).
У січні 1939 — квітні 1945 року — 1-й секретар Мурманського обласного комітету ВКП(б). З червня 1941 року — член Військової ради Північного фронту, у 1941—1944 роках — член Військової ради 14-ї армії Карельського фронту.
У 1945—1946 роках — відповідальний організатор, у 1946—1947 роках — інспектор Управління кадрів ЦК ВКП(б) у Москві.
У серпні 1947 — липні 1948 року — член колегії і заступник міністра державного контролю СРСР з кадрів.
Помер у Москві, похований на Новодівочому цвинтарі.

## Звання
- генерал-майор (2.03.1944)

## Нагороди
- орден Леніна
- орден Трудового Червоного Прапора
- орден Червоної Зірки
- орден «Знак Пошани»
- медалі